# Dermestini
Dermestini es una tribu de coleópteros polífagos de la familia Dermestidae.

## Géneros
- Derbyana
- Dermestes